# مدال زبابي شاحب
مدال زبابي شاحب (الاسم العلمي: Microgale fotsifotsy)، نوع من الثدييات التي تنتمي إلى فصيلة المدال. متوطن في مدغشقر. موائله الطبيعية هي غابات الأراضي المنخفضة الرطبة شبه الاستوائية أو الاستوائية و[[الغابات]] الجبلية الرطبة شبه الاستوائية أو الاستوائية. وهو مهدد بفقدان الموائله.